# خان جغان
خان جغان وهو أحد خانات بغداد المعروفة، وكان يستخدم كفندق للمسافرين في بغداد، ولقد بني خلال القرن الرابع عشر ميلادي. وأهمل مبنى الخان وتعرض إلى الضرر والهدم في عام 1929م، وهو واحد من أشهر الخانات في مدينة الشورجة التجارية بوسط بغداد. حيث يعود بناؤه إلى أيام الوالي جغالة زاده سنان باشا عام 1592، ولقد كان من المتعارف عليه أيام حكم الدولة العثمانية أن كل من يتولى ولاية بغداد، لابد له من ايجاد مصدر مالي معين له ليسد نفقاته منه.
ولقد كان وجهاء بغداد كثيراً ما يتبرعون لهذا الوالي أو ذاك، عندما يتوجه الوالي لزيارة احدهم مثل التجار من آل دله، أو آل جميل، حيث يبادر الوالي في بث شكواه لهم من سوء حالته المادية، عندها يندفع ذلك التاجر البغدادي الشهم بالتبرع لجناب الوالي بدار أو بخـــان ليستفيد من ايجاره لسد نفقات ومصاريف الوالي الهمام. وحتى الآن نجد ان املاكاً وعقارات وأوقافاً مسجلة في دائرة التسجيل العقاري باسم (الباشا) أو وقف (داود باشا) آخر ولاة بغداد من المماليك أو باسم (هيبت خاتون) وغيرها، وهي بالاساس املاك وعقارات عراقية. ومن هنا فإن (خان جغان) الشهير، ينسب إلى الوالي العثماني (جغالة زاده) الذي أفاد من مردوداته المادية أيام توليه ولاية بغداد، وظل اسمه مرتبطاً به حتى يومنا الحاضر. وكذلك يعرف عن البغداديين انهم اطلقوا مثلاً شعبياً عنه يوم قالوا متهكمين: (هي الجنة خان جغان ياهو اليجي يدخل بيها)؟ والمقصود ان الخان كان يرتاده معظم فئات المجتمع فصار مثلا يضرب به. ان خان جغان يعد من أهم الأسماء المعروفة بالنسبة لخانات بغداد، فهو الخان الكبير الذي شيده سنان باشا جغاله زادة والي بغداد في 995 إلى 998 هجرية / 1586 – 1587 ميلادية، وذلك في مفتتح ولايته الثانية سنة 999 هجرية، وقد عرف هذا الخان باسم خان جعال على ما سمي في أحد المصادر وخان جعان بتحريف طفيف (وقفية سليمان باشا الكبير في 1206 هـ / 1792 م)، وما زال الأسم الأخير يطلق حتى اليوم على أعلى بناية كبيرة دلالة على سعتها ورحابة ساحتها. وعرف أيضا باسم خان الصاغة بسبب اشغال أهل هذه المهنة معظم محلاته أو دكاكينه وكانوا قد انتقلوا إليه بعد أن زاحمهم الخفافون (صناع الخفاف وهي ضرب من الاحذية) في سوقهم الأول المجاور لجامع الصياغ (والذي عرف بجامع الخفافين فيما بعد)، ولقد امتلك هذا الخان مناحيم دانيال وشركاؤه فهدموا بناؤه سنة 1348هـ / 1929م وشيدوا مكانه سوقين جديدين تطل نوافذهما من جهة على سوق الهرج القديم أو (العبايجية) ومن جهة ثانية على سوق الجبن، ومن جهة أخرى على (سوق الجوخة جية) وجعلوا لهما أربعة أبواب متناظرة بعد أن كان للخان القديم بابان فقط. كما ان التجار بائعي الاقمشة والبزازين شغلوا هذا الخان في حين انتقل الصياغ إلى سوق السراجين الذي يقع في سوق السراي ولم يبق من آثار خان جغالة سوى لوح من القاشاني الأزرق الفاخر كتب عليه بخط الخطاط البغدادي عبد الباقي المولوي المعروف بقوسي تاريخ عمارته (عمر هذا الخانمان وما فيه من البنيان في أيام دولة السلطان مراد خان خلد الله ملكه وسلطانه وافاض على كافة العالمين عدله واحسانه 999) وكان هذا الأثر التاريخي مثبتا على بابه ثم نقل بعد هدمه وإعادة عمرانه إلى مبنى المتحف العراقي، ومما يذكر ان بعض المؤرخين والسائحين قد لاحظوا وجود كتابات أخرى على الخان باللغة التركية إلا أن الكتابات زالت وفقدت. ومعظم الخانات في ولاية بغداد مغلقة وهي كانت تؤدي وظائف تجارية مهما كان حجمها أو مخططها المعماري وتستخدم بشكل أساسي للإيجار وذلك لأجل خزن السلع والبضائع من قبل تجار الجملة، وفي الوقت نفسه نزلا للتجار، إذ ان كل خان يتألف من ساحة أو باحة مركزية مكشوفة وأحيانا مغطاة بقبة ومن عدة غرف ارضية لخزن السلعة أو البضاعة والتي يخصص اسمها على الغرفة مثل خان الصابون وخان الجبن أو يحمل اسم مشيد الخان أو اسم صاحبه.
، 